# Mario Díaz
Mario Díaz est un footballeur mexicain né le 19 janvier 1961 à Mexico.

## Carrière
- 1978-1982 : Club Necaxa ( Mexique)
- 1982-1986 : Deportivo Neza ( Mexique)
- 1986-1989 : Atlético Potosino ( Mexique)
- 1989-1990 : CF Monterrey ( Mexique)
- 1990-1991 : Correcaminos UAT ( Mexique)